# Alchemilla oentaphyllea
Alchemilla oentaphyllea é uma espécie de rosácea do gênero Alchemilla, pertencente à família Rosaceae.